# Robert Gates
Robert Michael Gates (sinh 25 tháng 9 năm 1943) là một chính khách Hoa Kỳ. Ông từng là Bộ trưởng Bộ Quốc phòng Hoa Kỳ trong nhiệm kỳ thứ nhì của George W. Bush và thứ nhất của Barack Obama, từng là Giám đốc Cục Tình báo Trung ương Hoa Kỳ (CIA), Hiệu trưởng của Đại học Texas A&M,.
Robert Gates đã phục vụ 26 năm trong CIA và Hội đồng An ninh quốc gia Hoa Kỳ, là Giám đốc CIA dưới thời Tổng thống George H. W. Bush. Sau khi rời CIA, ông viết hồi ký "Đằng sau những bóng đen" (From the Shadows: The Ultimate Insider's Story of Five Presidents and How They Won the Cold War), rồi trở thành Hiệu trưởng trường Đại học Texas A&M, và là thành viên Hội đồng quản trị của một số công ty. Gates là thành viên của Nhóm nghiên cứu Iraq, một nhóm lưỡng đảng do James A. Baker III lãnh đạo, nghiên cứu chiến dịch Iraq.
Với kết quả kết quả bầu cử giữa kỳ 2006, ngày 8 tháng 11 năm 2006, Tổng thống George W. Bush tuyên bố bổ nhiệm Gates vào cương vị Bộ trưởng Bộ Quốc phòng, kế nhiệm Donald Rumsfeld vừa từ chức. Sau khi Barack Obama thắng cử tổng thống trong cuộc bầu cử tổng thống năm 2008, Robert Gates được ông đề cử tiếp tục phục vụ chức vụ Bộ trưởng Bộ Quốc phòng. Ông giữ chức vụ này cho đến khi về hưu vào năm 2011 và được cựu Giám đốc CIA Leon Panetta kế nhiệm

## Vận động trợ giúp
Gates thực hiện một nỗ lực khó khăn là thuyết phục đồng minh tiếp tục duy trì sự hỗ trợ cho cuộc chiến Afghanistan ngay cả trong khi chính quyền Barack Obama tiếp tục tranh cãi về việc có nên gửi thêm quân đến nơi này hay không. Chính cá nhân Gates cũng chưa loan báo về quyết định của ông - ít nhất là trước công chúng - về việc gửi thêm quân đến Afghanistan theo như yêu cầu của tư lệnh chiến trường hay tập trung nỗ lực nhắm vào thành phần khủng bố al-Qaeda ẩn náu tại Pakistan.
Gates lên đường ngày 18 tháng 10 năm 2009 để khởi sự chuyến công du kéo dài một tuần qua Nhật, Hàn Quốc và Slovakia - nhằm kêu gọi các đồng minh NATO tiếp tục đóng góp vào cuộc chiến đã sang đến năm thứ chín. Có lẽ vì biết rằng phải kêu gọi sự hỗ trợ của các quốc gia khác trong khi chính Hoa Kỳ cũng chưa có quyết định, Gates không chỉ hỏi xin viện trợ quân sự. "Có nhiều hình thức đóng góp giá trị ở Afghanistan như trong lãnh vực phát triển và huấn luyện, với lực lượng cảnh sát và mọi phương diện khác trong đời sống dân sự," một viên chức cao cấp Bộ Quốc phòng Hoa Kỳ tuyên bố với báo chí.
Tuy nhiên, các đồng minh tính đến chuyện rút lui. Nhật Bản rút hai chiến hạm khỏi vùng Ấn Độ Dương từng làm nhiệm vụ tiếp tế dầu cho các chiến hạm trên đường tới Afghanistan. Anh vào giữa tháng 10/2009 tuyên bố sẽ gửi thêm một lực lượng nhỏ, nhưng có giá trị biểu kiến, gồm 500 quân - với điều kiện là NATO và chính quyền Afghanistan phải có thêm cố gắng chống Taliban.
Giới chức quốc phòng Hoa Kỳ nói Gates thảo luận quyết định rút tàu chiến Nhật ra khỏi nhiệm vụ tiếp tế nhiên liệu khi ông tới Tokyo ngày 20 tháng 10 năm 2009. Tuy nhiên Gates không trông đợi sẽ thay đổi được ý kiến của Thủ tướng Nhật Yukio Hatoyama, người vừa lên cầm quyền tháng 9 năm 2009 và muốn Nhật đi theo phương cách khác để tái lập hòa bình ở Afghanistan.

## Bác bỏ những lời cảnh cáo của Nga nhắm vào Ba Lan
Ba Lan là một thành viên của liên minh NATO. Ngày 14 tháng 8 năm 2008, Ba Lan đồng ý sẽ cho đặt tại Ba Lan 10 hỏa tiễn đón chặn sau khi Washington đồng ý tăng cường các phương tiện phòng không của Ba Lan. Cộng hòa Séc đồng ý sẽ chứa chấp một đài radar dành cho lá chắn, mặc dù các nghị viện của cả hai nước đều còn phải chấp thuận các thỏa thuận. Washington nói lá chắn sẽ nhằm bảo vệ Hoa Kỳ và các đồng minh của Hoa Kỳ trước các hỏa tiễn tầm xa có thể được bắn đi bởi Iran hoặc những nhóm như al-Qaida. Từ lâu Kremli không đồng ý, và chống lại kế hoạch lá chắn như một mối đe dọa cho Nga, trong khi kho vũ khí hạt nhân của Nga gồm hơn 5.000 đầu đạn đạo.
Những căng thẳng giữa Moskva và Washington gia tăng trong những ngày tháng 8 năm 2008, kể từ khi Gruzia cố chiếm lại tỉnh ly khai Nam Ossetia bằng vũ lực, đưa tới một cuộc phản công ồ ạt của Nga. Trong một cuộc phỏng vấn với hệ thống tin CNN, ông Gates nói Washington đồng ý, cùng với Ba Lan và Cộng hòa Séc, dành cho Moskva sự tiếp cận về vật chất và kỹ thuật tới các cơ sở chống hỏa tiễn để họ biết những gì đang diễn ra trong mọi giai đoạn. "Chúng tôi còn đồng ý không đặt các hỏa tiễn đón chặn trong tình trạng sẵn sàng hoạt động cho tới khi người Iran đã thử nghiệm một hỏa tiễn có khả năng đánh vào hầu hết vùng Tây Âu," ông nói.
Ngày 15 tháng 8, Thượng tướng Anatoliy Nogovitsyn, phó tham mưu trưởng Nga, nói với thông tấn xã Interfax rằng chủ thuyết quân sự Nga sẽ cho phép một cuộc tấn công bằng hạt nhân, sau khi Warszawa đồng ý cho bố trí 10 hỏa tiễn đón chặn tại một địa điểm ở Ba Lan như một phần của hệ thống lá chắn. "Tôi không biết chắc tại sao vị phó tham mưu trưởng này lại cảm thấy phải đưa ra những lời đe dọa như thế," theo lời ông Gates, một cựu giám đốc CIA và từng là một chuyên viên về Nga.
Ngày 17 tháng 8 năm 2008, Bộ trưởng Quốc phòng Hoa Kỳ Robert Gates bác bỏ những lời cảnh cáo của Nga như là "những lời khoa trương rỗng tuếch" khi Moskva nói rằng sẽ nhắm Ba Lan làm mục tiêu tấn công bởi vì Warszawa đồng ý chứa chấp một phần của hệ thống lá chắn chống hỏa tiễn của Hoa Kỳ. "Nga sẽ không phóng hỏa tiễn hạt nhân vào bất cứ ai. Người Ba Lan biết điều đó. Chúng ta biết điều đó," Bộ trưởng Gates nói trên chương trình truyền hình ABC News.